# Lons-le-Saunier
Lons-le-Saunier (wymowaⓘ) – miejscowość i gmina we Francji, w regionie Burgundia-Franche-Comté, w departamencie Jura.
Według danych na rok 1990 gminę zamieszkiwały 19 144 osoby, a gęstość zaludnienia wynosiła 2493 osoby/km² (wśród 1786 gmin Franche-Comté Lons-le-Saunier plasuje się na 5. miejscu pod względem liczby ludności, natomiast pod względem powierzchni na miejscu 593.).

## Współpraca
- Offenburg, Niemcy
- Ripley, Wielka Brytania